# Georg Holtzendorff
Il conte David Holtzendorff (scritto anche Holzendorff) (fl. XIX secolo) è stato un pittore tedesco originario della Sassonia specializzato in paesaggi, ritratti e cherubini.

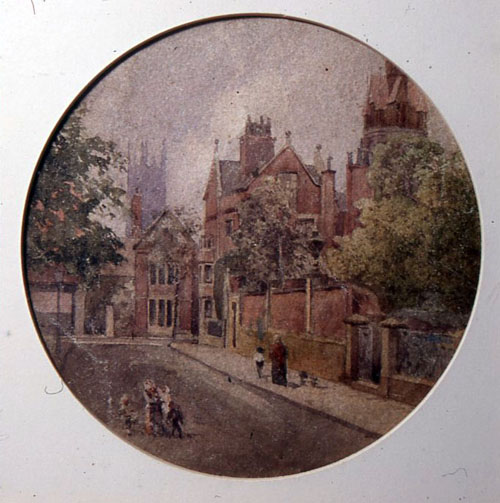
Beckett Street di Georg Holtzendorff. Si vede il Derby Museum and Art Gallery intorno al 1882, quando era l'abitazione del curatore.

Dopo la guerra franco-prussiana e la relativa sconfitta del Secondo Impero, Holtzendorff si trasferì in Inghilterra  e trovò lavoro presso la Royal Crown Derby Porcelain Company dove dipinse scene raffiguranti paesaggi del Derbyshire che sarebbero poi stati trasposti sulla porcellana .
La sua opera principale consiste nella decorazione del Gladstone Dessert Service, regalato dal Working Men's Club and Institute Union di Derby al Primo ministro del Regno Unito William Ewart Gladstone nel 1883. Un acquarello di Holtzendorff (circa del 1882), con una veduta di Becket Street a Derby e sullo sfondo il Derby Museum and Art Gallery è l'unico studio su carta ancora esistente collegato ai lavori preparatori per il Gladstone service .